# NGC 5142
NGC 5142 ist eine 13,2 mag helle, linsenförmige Galaxie vom Hubble-Typ S0 im Sternbild Jagdhunde und etwa 253 Millionen Lichtjahre von der Milchstraße entfernt.
Sie wurde am 1. Mai 1785 von Wilhelm Herschel mit einem 18,7-Zoll-Spiegelteleskop entdeckt, der sie dabei mit „Two. Both vF, cS. The place is that of the preceding. The second 3' N.f.“ beschrieb. Das zweite genannte Objekt ist NGC 5141.